# 범유행

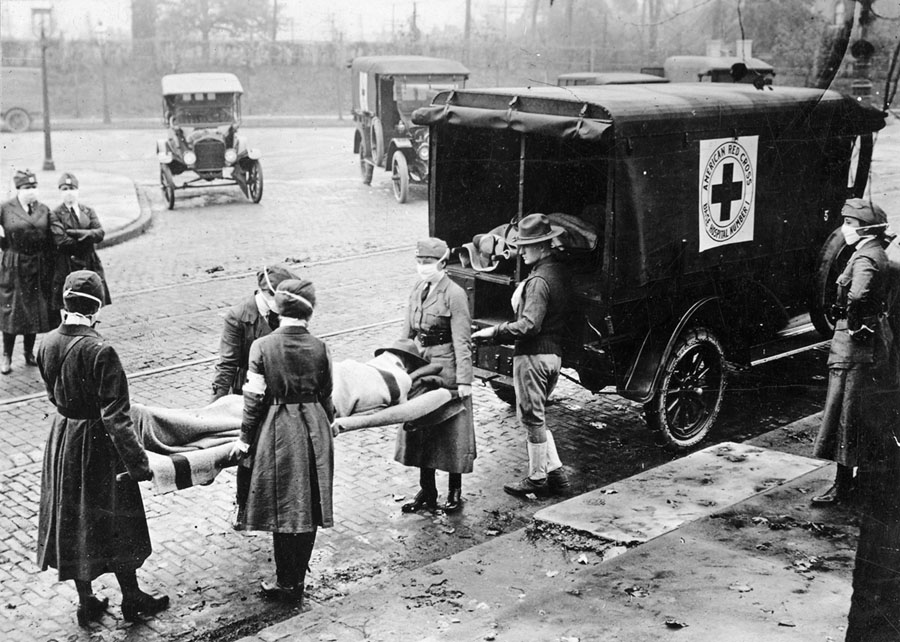
1918년부터 1919년까지의 스페인 독감은 세계적으로 극적인 사망률을 초래했다.

범유행(汎流行) 또는 세계적 대유행(世界的大流行)은 전염병이나 감염병이 범지구적으로 유행하는 것이다. 영어 팬데믹(영어: pandemic)으로 부르기도 한다. 이러한 병은 여러 대륙으로 퍼지며, 심지어는 전 지구적으로 퍼진다. 다만 감기와 같이 많은 사람들이 인정한 광범위적 발병 질환은 일단은 범유행병에 해당하지 않으며 이는 풍토병(엔데믹)으로 일컬어진다. 또한, 인플루엔자 범유행 중 계절 독감도 범유행에 포함하지 않는다. 역사적인 대규모 범유행은 천연두와 결핵이 있었다. 최근의 범유행적 전염병에는 인간면역결핍 바이러스(HIV)와 2009년 인플루엔자 범유행, 그리고 코로나바이러스감염증-19(COVID-19) 범유행이 있다.

## 정의 및 단계
세계 보건 기구(WHO)에서는, 범유행병이 되기까지의 여섯 단계의 과정을 인간의 첫 감염과 인플루엔자의 바이러스의 이동과 관련하여 나누었다. 1단계는 동물에 한정된 감염, 2단계는 동물 간 전염을 넘어 소수의 사람에게 감염된 상태, 3단계는 사람들 사이에서 감염이 증가된 상태, 4단계는 사람들 간 감염이 급속히 확산되면서 세계적 유행병이 발생할 초기 상태, 5단계는 감염이 널리 확산돼 최소 2개국에서 병이 유행하는 상태를 말한다. 6단계인 팬데믹은 5단계를 넘어 다른 대륙의 국가에까지 추가 감염이 발생한 상태로 바이러스가 동물로부터 사람에게로 감염된 사례가 많아서, 동물 감염으로 시작하여 바이러스가 사람에게 직접 확산되고, 새로운 바이러스의 감염은 전 세계적 유행으로 끝난다.
이 바이러스의 조건에는 광범위하거나 여러 사람이 죽은 경우, 그리고 강력한 전염성이 있어야 한다. 예를 들어, 암은 수많은 죽음에 책임이 있지만 질병에는 전염성이 없기 때문에 세계적 유행병으로 간주되지 않는다.
유행성 독감 박사이며 WHO 건강 보안 및 환경 부국장 케이지 후쿠다는 2009년 5월 기자 회견에서, "유행병 발발을 가장 쉽게 아는 방법은 ... 세계 발발이 아니다. 그렇다면 자신에게 물어볼 수 있다, "유행병은 무엇이냐?", 유행병은 모든 확산에 대해 볼 것이다 ... 바이러스의 확산 이외의 질병 행동도 봐야 한다."
이 유행성 인플루엔자 준비 가이드는 1999년 처음으로 만들어지고, 2005년과 2009년에 개정되었다. 2009년 개정판은 새로운 유행병의 정의와 선언으로 이루어지고 2월에 만들어졌다. 2009년의 H1N1 바이러스는, 그 당시에 둘 이상의 문서에 언급되고 이 문서의 모든 버전은 독감을 참조하라. 이 단계는 질병의 확산에 따라 정의되고, 독성과 사망률에 따라 단계가 넘어가지만, WHO의 정확한 정의는 언급되지 않았다.

## 현재의 전염병

### HIV와 에이즈
HIV(인간 면역 결핍 바이러스)는 1969년 미국에서 시작하여 전 세계로 퍼져나갔다. 에이즈의 원인인 HIV는, 남부와 동부 아프리카에서 감염률이 25%나 되는 전 세계적 유행병이다. 2006년 남아프리카 공화국에서 임신한 여성들 사이의 에이즈 전염률은 29.1%이다. 안전한 성행위에 관한 효과적인 교육과 혈액 감염에 대한 주의 교육은 국가적인 후원 프로그램으로 여러 아프리카 국가에서 감염률을 낮추는 효과를 보였다. 감염 속도는 아시아와 미국에서 다시 증가하고 있다. UN의 인구 연구자는, 에이즈는 2025년까지 인도에서 31만명, 중국에서 1800만명이 사망할 것으로 예측하였다. 에이즈는 아프리카에서 2025년까지 9000만명에서 1억명을 사망시킬 것으로 예상했다.

### 코로나바이러스감염증-19

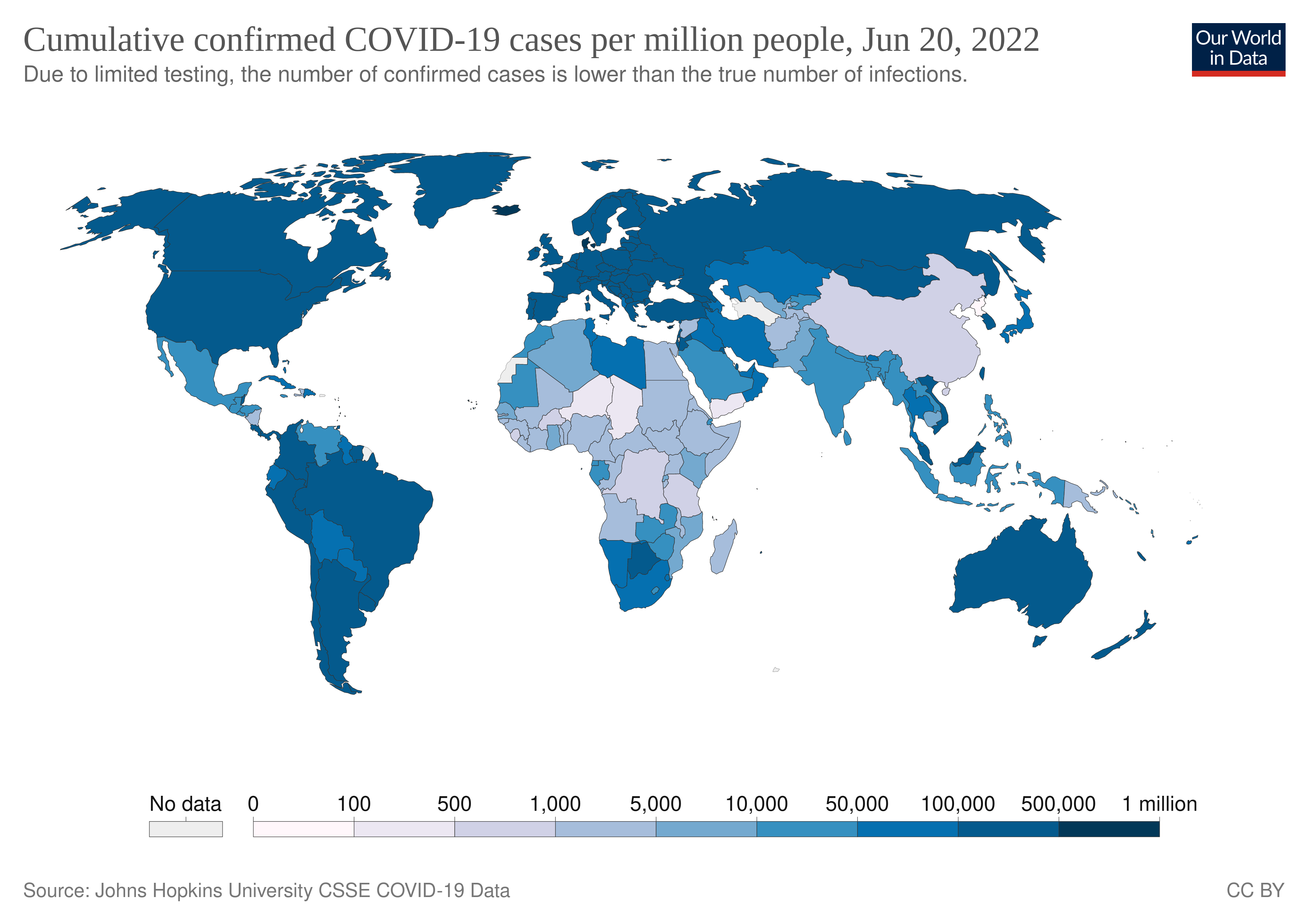
백만명당 총 코로나19 확진 사례

신종 코로나 바이러스인 SARS-CoV-2는 2019년 12월 중국 후베이성 우한에서 처음 발견됐다. 코로나 19(코로나바이러스감염증-19)는 빠르게 확산되어 급성 호흡기 질환 집단 감염을 일으켰다. 중국을 포함해 브라질, 러시아, 인도, 멕시코, 미국, 유럽 등에서 대규모 감염이 일어났다.

## 역사적인 범유행 전염병
역사에 기록된 중요한 전염병에는 일반적으로 인수공통감염병의 독감이나 결핵과 같은 병이 있었다. 상당한 유행병과 도시의 단순한 파괴 이상의 위력 등의 강력한 전염병에는 다음이 있다.

### 아테네 역병 (장티푸스 유행)
아테네 역병은 기원전 430년에 발생하였다. 장티푸스로 인해 아테네 군인의 4분의 1, 그리고 그리스 인구의 4분의 1을 죽였다. 이 질병은 치명적으로 아테네의 통치력을 약화시켰지만, 질병의 높은 사망률이 전염을 방해하여 넓은 확산을 방해했다. 즉, 치사율과 전염도는 반비례하는 양상을 보인다는 것을 증명하는 대표적 사례인 것이다. 이 전염병의 원인에 대해서는 수천 년 동안 밝혀지지 않았다. 그러던 도중 2006년 1월, 아테네 대학교에서 공동 묘지의 시체의 치아를 통해 장티푸스균이 확인되었다.

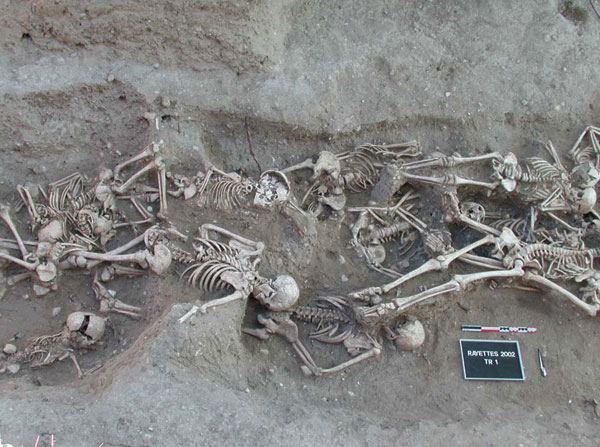
프랑스의 마르티그에서, 마르세유 대역병으로 인해 공동 묘지에 묻힌 피해자들.

### 안토니우스 역병 (천연두)
안토니우스 역병(영어: The Antonine Plague)은 165년에서 180년 사이에 발생하였다. 갈렌의 전염병(Plague of Galen)이라고도 부르는데, 로마 제국에 거주하던 그리스 의사이자 작가인 갈렌이 이를 기술했기 때문이다. 로마 군대가 로마-파르티아 전쟁 중에 로마 전역에 복귀한 군인들로 인해 로마 전역에 전염병이 퍼지게 되었다. 학자들은 천연두 혹은 홍역으로 생각하고 있지만, 실제 원인은 완전히 규명되지 않았다.

### 키프로스 역병 (천연두)
키프로스 역병은 서기 250년에서 270년까지 로마 제국을 괴롭힌 전염병이다. 에티오피아에서 최초 발병했다고 알려져 있다. 키프로스 역병은 에티오피아에서 그리스를 거쳐 시리아를 지나 로마 제국에서 크게 발병했다.

### 유스티니아누스 페스트 유행 (제 1차 페스트 범유행)
유스티니아누스 페스트(Plague of Justinian)는 541년에서 542년까지 비잔티움 제국, 사산 제국, 그리고 지중해 연안 전역에 걸쳐 발생한 페스트 범유행이다. (재유행은 750년까지 진행되었다.) 역사상 가장 끔찍한 페스트 범유행 중 하나였으며, 2천 5백만 ~ 5천만 명의 사람이 사망했다. 유스티니아누스 자신도 이 병에 걸리지만, 살아남았다고 한다.

### 유럽의 흑사병 유행 (제 2차 페스트 범유행)
사망자의 총 수는 7500만명으로 추산된다. 800년의 마지막 발발 이후 처음으로 유럽에서 페스트가 돌았다. 아시아에서 시작한 질병은 1348년에 지중해 및 서유럽(아마도 크리미아의 이탈리아 상인들이 퍼트린 것으로 추측된다)하고, 6년 동안 2-3천만명인 전체 3분의 1의 유럽인을 죽이고, 도시 지역의 절반이 영향을 받았다. 이것은 18세기까지 유럽 전염병의 유행 주기가 되었다. 이 기간 동안, 100여 건 이상의 페스트 범유행이 유럽을 휩슬었다. 예를 들어, 영국에는 1361년부터 1940년까지 2년에서 5년 주기로 페스트가 돌아왔다. 1370년에는 영국의 인구가 50% 감소되었다. 1665년부터 1666년까지 발생한 런던 대역병은 마지막 2차 페스트 범유행이었다. 질병은 런던에서 10만명을 죽여, 런던 인구의 25%를 사망시켰다.

### 제 3차 페스트 범유행
19세기 중반에 중국에서 시작하여, 모든 사람이 살고 있는 대륙을 전염시키고 인도에서만 1천만명 이상을 사망시켰다. 전염병이 유행하는 동안, 미국에서는 1900년에 샌프란시스코에 첫 감염이 되었다. 오늘날, 미국 서부의 고립된 지역에서 아직도 전파되고 있다.

### 천연두 범유행

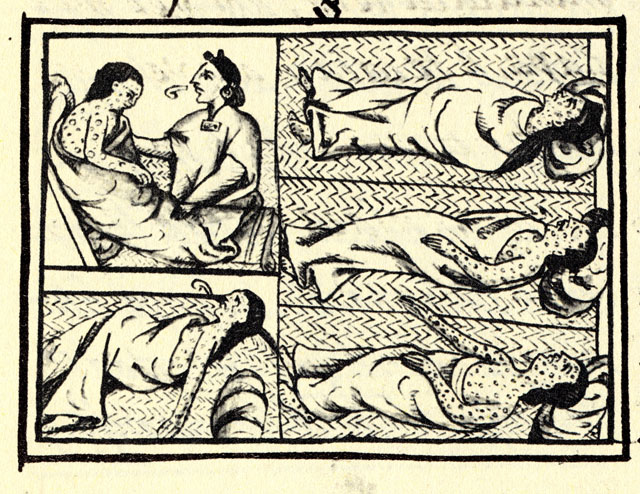
피렌체 사본에서의 천연두에 죽은 아즈텍인(1540년부터 1585년까지).

유럽의 탐험가와 세계의 나머지에 있는 사람들과의 조우는 종종 특별한 독성 전염병을 옮겼다. 질병은 16세기 카나리아 제도에서 관체인의 일부를 죽였다. 1518년 히스파니올라섬의 절반 이상은 천연두로 사망했다. 천연두는 또한 1520년대 멕시코의 테노치티틀란에서 황제를 포함해 15만명을 죽이고, 1530년대의 페루에서는, 유럽의 정복을 도왔다. 홍역은 17세기 멕시코 원주민 2백만명 이상을 사망시켰다. 1618년부터 1619년까지 천연두는 메사추세츠 만의 아메리카 원주민 90% 이상을 사망시켰다. 1770년대 동안, 천연두는 태평양 북서부 원주민의 30% 이상을 사망시켰다. 1780년부터 1782년까지, 1837-38년의 천연두 유행은 가장 큰 참사로 평원 인디언의 대부분을 죽였다. 어떤 것은 원주민의 인구가 95%이상 감소된 이유가 구세계에서 신세계로 몰고 온 홍역이나 독감으로 인해 사망했다고 한다. 수세기 동안 유럽은 이런 병의 내성이 생겼지만, 원주민은 그러지 못했다.
천연두는 영국의 호주 이주 초기 오스트레일리아의 원주민 50% 이상을 사망시켰다. 또한, 뉴질랜드의 마오리족도 다수 죽였다.

### 기타 질병
1848년부터 1849년까지, 하와이에서는 4만명에서 15만명이 홍역, 백일해와 독감으로 사망했다. 도입된 질병인 천연두는 이스터 섬에서 토착민을 전멸시켰다. 1875년에, 홍역은 피지에서 4만명 이상을 사망시켰다. 질병은 안다만 섬에서의 주민을 대다수 죽였다. 홋카이도의 아이누 민족은, 19세기 일본 정착민이 가져온 전염병으로 크게 감소했다.
연구팀은 크리스토퍼 콜럼버스의 아메리카 항해 이후 매독이 유럽에 전파되었다고 주장한다. 연구 결과에서는, 유럽인이 열대 지역의 세균을 치명적인 형태로 변화시켰다고 한다. 질병은 오늘날보다 더 자주 치명적이었다. 매독은 르네상스 시기 동안 주요 사망원인 중 하나였다. 1602년에서 1796년동안, 네덜란드 동인도회사는 거의 만명 이상의 유럽인을 아시아로 보냈다. 궁극적으로, 그들은 3분의 1정도 낮은 수준으로 다시 보냈다. 대부분이 질병으로 사망했다. 질병은 인도에서 전투보다 더 많은 영국군을 사망시켰다. 1736년부터 1834년동안 동인도회사의 10%의 임원만이 살아남았다.
1803년 초기, 스페인 왕족이 조직한 발밍스 원정대로 스페인 제국의 식민지로 천연두 백신을 조달하고, 그 곳에서 대량 백신 접종 프로그램을 확립했다. 1832년, 미국에서 아메리카 원주민을 위한 종두가 시작되었다. 20세기 초 처음으로 열대 국가에서의 전염병 제어는 모두 식민지 점령의 원동력이 되었다. 아프리카에서의 아프리카 수면병의 인체 위험을 알기 위해 체계적으로 약 백만 명을 분석하는 팀이 투입되었다. 20세기 중반, 세계 인구는 최대 증가를 보였으며 의료 진보로 인해 사망률도 낮아졌다. 세계 인구는 1900년 16억에서 현재 70억 성장으로 예측한다.

### 콜레라
지역병으로서 콜레라는 수천만 명을 죽이고, 19세기 가장 치명적이고 광범위한 질병이었다.
- 1817-1824까지의 1차 콜레라 범유행. 인도 아대륙에 퍼졌으며, 벵골에서 전염이 시작하여 1820년에 인도 전역으로 퍼졌다. 만명의 영국 군인과 수많은 인도인이 범유행 도중 사망했다.[51] 중국, 인도네시아(자와섬에서 10만명 이상 사망)과 카스피해까지 확대 전염되었다. 1817년부터 1860년까지 인도 아대륙에서 콜레라로 1500만명 이상이 사망한 것으로 추측된다. 또 2300만명이 1865년부터 1917년 사이 사망했다. 러시아 제국에서, 비슷한 기간에 2백만명 이상이 사망했다.[52]
- 1829-1851까지의 2차 콜레라 범유행. 러시아에서 퍼졌으며(콜레라 폭동 참조), 1831년에 헝가리(10만명 이상 사망)과 독일에서, 1832년에 대영제국의 런던에서 55,000명 이상이 사망하고,[53] 프랑스, 캐나다 오하이오주, 미국의 뉴욕주에 퍼지고,[54] 그리고 1834년에 중미 태평양 연안에 퍼졌다. 2년 동안 잉글랜드와 웨일스에서 1848년까지 55,000명이 살아남았다.[55] 1832년부터 1849년까지 15만명 이상의 미국인들이 콜레라로 사망했다.[56]
- 1852–1860까지의 3차 콜레라 범유행. 주로 러시아에 영향을 끼쳐 만명 이상의 사망자가 발생했다. 1852년에 콜레라가 인도네시아로 동쪽으로 퍼져 나중엔 1854년에 중국과 일본에 퍼졌다. 필리핀은 1858년에 퍼지기 시작하고 조선은 1859년에 전염되기 시작했다. 1859년, 뱅골에서 다시 발발이 시작되어 이란, 이라크, 아라비아와 러시아에 다시 퍼졌다.[57] 스페인은 1854년부터 1855년 전반에 걸쳐서 236,000명의 사망자가 나왔다.[58] 멕시코에서는 20만명 이상이 사망했다.[59]
- 1863–1875까지의 4차 콜레라 범유행. 유럽과 아프리카에 주로 확산되었다. 적어도 3만 명에서 9만명의 메카 순례자가 콜레라로 사망했다. 콜레라는 1866년 러시아에서 9만명을 사망시켰다.[60]
- 1866년에 북미에서 발생되었다. 5만명의 미국인들을 사망시켰다.[56]
- 1881-1896까지의 5차 콜레라 범유행. 1883년부터 1887년까지 유럽에서 25만명과 미국에서 5만명 이상을 사망시켰다. 러시아 제국에서 1892년에 267,890명이 사망하고,[61] 12만명이 스페인에서 사망하며,[62] 9만명이 일본에서, 6만명이 이란에서 사망했다.
- 1892년에, 콜레라가 함부르크에 퍼져 8606명의 사망자가 발생하고 물 공급원이 오염되었다.[63]
- 1899–1923까지의 6차 콜레라 범유행. 유럽에서 공중보건학의 진보로 영향을 많이 미치지 않았다. 하지만, 러시아는 20세기 시작 동안 50만명 이상이 사망해 심한 영향을 주었다.[64] 6차 범유행으로 인도에서 80만명 이상이 사망했다. 1902년부터 1904년까지 콜레라는 필리핀에서 20만명을 사망시켰다.[65] 19세기 시작부터 1930년까지 메카 순례자 중 27명이 사망하고, 1907년부터 1908년까지 하즈 기간 동안 2만명 이상의 순례자가 사망했다.[66]
- 1962-66까지의 7차 콜레라 범유행. 인도네시아에서 시작하여, 엘토르 콜레라로 변형된 이후 1963년에 방글라데시에 도달하여 1964년에 인도, 1966년에 소련에 전파되었다.

### 발진티푸스
발진티푸스는 전쟁 중 활활 타는 캠프의 모습을 따 "캠프 열병"이라고도 한다. (또한, 감옥이나 선박 같은 좁은 곳에서 생기기 때문에 "구치소 열병" 또는 "선박 열병"이라고도 한다.) 십자군 전쟁동안, 발진티푸스는 1489년에 스페인에서 처음 발발하였다. 그라나다에서 이슬람교도와 크리스트교도가 전투하는 동안, 스페인은 전투 중 사망자가 3천명인 반면 발진티푸스로 2만 명이 사망했다. 1528년, 프랑스는 이탈리아에서 18,000명의 병력을 잃고, 스페인은 이탈리아에서의 영향력을 잃었다. 1542년, 오스만 제국군이 발칸반도에서 전투하는 동안 3만명이 사망했다.
30년 전쟁(1618-1648)동안, 약 8백만명의 독일인이 발진티푸스와 선페스트로 사망했다. 이 질병은 또한 나폴레옹의 1812년의 러시아에서 대육군의 절멸에 중요한 역할을 하였다. 펠릭스 마크햄은 1812년 6월 25일 네만강에서 45만명의 병력 중 4만 5천만 도하하는데 성공했다. 1813년 초에 나폴레옹은 러시아에서 5십만 명의 손실을 입었다. 나폴레옹의 병력은 219,000명 이상이 발진티푸스로 사망했다. 발진티푸스는 아일랜드 대기근 당시 수십만명을 사망시켰다. 제1차 세계 대전 당시, 세르비아에서 15만명 이상이 발진티푸스로 사망했다. 발진티푸스로 인해 러시아에서 1918-1922년까지 약 250만명에서 3백만명이 사망했다. 발진티푸스는 나치 강제 수용소에서 제2차 세계 대전 동안 포로의 거의 대부분을 사망시켰다. 570만명의 나치 포로 중, 350만명은 나치 독일의 소비에트 연방의 포로에 대한 전쟁 범죄로 사망시킨 것으로 연관되었다.

### 천연두
천연두는 천연두 바이러스에 의한 질병이다. 이 질병은 18세기 유럽인의 연간 약 40만명을 사망시켰다. 20세기 동안, 천연두로 인해 약 3백만-5백만 정도를 사망시킨 것으로 보이고 있다. 마찬가지로 1950년대 초에 천연두로 인해 세계에서 5천만명이 사망한 것으로 보고 있다. 종두의 성공 이후, 19-20세기 동안 사망자가 줄어드며 1979년 12월에는 WHO가 천연두의 멸종을 발표했다. 지금까지도, 천연두는 완전히 발병 요소와 균을 제거한 유일한 병에 속한다.

### 홍역
역사적으로, 홍역은 세계적으로 강한 전염성을 가지고 있었다. 미국 국가 예방 접종 프로그램에 따르면, 90% 이상의 사람이 15세 이전에 홍역에 감염되었다. 예방접종이 도입된 1963년 전까지, 미국에서 매년 3-4백만명이 감염된 것으로 추측된다. 대략 지난 150년 동안, 홍역 때문에 세계적으로 약 2백만명이 사망한 것으로 추측된다. 2000년에는, 홍역은 세계적으로 777,000명을 사망시켰다. 홍역은 연간 세계적으로 4천만명이 감염되었다.
홍역은 사회적으로 계속 존재한 풍토병으로, 이것은 많은 사람들이 저항을 가졌다는 것을 의미한다. 홍역에 노출되지 않은 집단에서, 새로운 질병의 노출로 인해 곤혹스러워질 수도 있었다. 1529년, 쿠바에서 홍역의 전파로 인해 원주민의 3분의 2를 사망시켰다. 질병은 멕시코와 중앙아메리카와 잉카 제국에게 퍼졌다.

### 결핵
현재, 세계 인구의 3분의 1은 결핵균으로 인한 결핵에 감염되었다. 이러한 잠재적 감염의 5-10%은 적극적인 발병으로 이어지게 되므로, 즉 치료를 하지 않은 집단의 절반 이상이 사망한다. 매년 8백만명 이상이 결핵에 감염되고 2백만명 이상이 사망한다. 19세기 결핵은 유럽의 성인 인구의 4분의 1이상 사망시키고, 1918년까지 프랑스의 6분의 1이 결핵으로 사망했다. 19세기 후반, 유럽과 북미의 도시 인구의 70-90%와 노동자의 40%가 결핵에 감염되었다. 20세기 동안, 결핵은 백만명 이상을 사망시켰다. 결핵은 지금까지 개발도상국의 큰 건강 문제중 하나이다.

### 한센병
나병 또는 한센병은 나병균으로 인해 생기는 질병이다. 이것은 만성 질환으로 약 5년의 잠복기가 있다. 1985년부터 전 세계 한센병 환자 중 1500만명이 회복되었다. 2002년, 세계적으로 한센병이 763,917명이 새롭게 감염되었다. 이것은 영구적으로 나병에 감염된 환자가 수백만이었다는 것으로 추정된다.
역사적으로, 한센병은 적어도 기원전 600년도에 영향을 미쳐 고대 중국, 이집트, 인도에서도 발병이 되었다. 고중세시대 동안, 서유럽에 한센병의 발발이 기록되었다. 마테오 파리는 13세기 초동안 한센병 수용소나 한센병원이 유럽 전역에 19,000개가 있다고 서술했다.

### 말라리아
말라리아는 열대 지역 및 아열대 지역을 포함하여 미국, 아시아, 아프리카에 퍼져 있는 질병이다. 매년 말라리아를 3억 5천만-5억 명이 감염된 것으로 추산된다. 약제 내성은 21세기 말라리아 치료에 있어 큰 문제인데, 아르테미시니스를 제외한 모든 약물이 내성이 형성되기 때문이다.
말라리아는 대부분 유럽과 미국에 일반적으로 퍼졌었다. 말라리아는 로마 제국의 인구 감소에 영향을 줄 수도 있었다. 이 질병은 로마 열병으로 알려져 있었다. 열대열원충은 원주민들이 노예 매매로 인해 미국으로 이주되었을 때 이주민들에게 큰 영향을 미쳤다. 말라라아는 정기적으로 제임스타운의 남부와 중서부를 황폐화시켰다. 1830년에는 태평양 중서부에 도달했다. 미국 남북 전쟁 동안, 양편의 군인들은 120만명이 말라리아에 감염되었다. 1930년대 미국 남부에서는 수백만명이 말라리아에 감염되었었다.

### 황열
황열은 몇 가지 치명적인 전염병의 근원이었다. 지금까지 미국에서 뉴욕, 필라델피아, 보스턴 등 북부 지역이 전염병에 감염되었었다. 1793년, 미국에서 최대의 황열 범유행으로 필라델피아 인구의 10%인 5천명이 사망하여 미국 역사상 최대의 황열 범유행이 닥쳤다. 필라델피아 주민의 절반 이상이 미국 대통령 조지 워싱턴을 포함하여 이주했다. 19세기 스페인에서는, 약 30만명이 황열으로 사망한 것으로 추정된다. 식민지 시대에, 서아프리카는 말라리아와 황열로 "백인의 무덤"이라 불렸다.

### 알 수 없는 원인
옛날에는 매우 심각한 질병이었으나, 현재는 사라져 병인학으로 알 수 없는 범유행이 있다. 대표적으로, 16세기 영국의 영국 다한증(영어: Sweating sickness)은 순식간에 사람들을 죽여 림프절페스트로 의심되었으나, 아직 병균은 알 수 없다.

## 향후 범유행에 대한 우려

### 바이러스성 출혈열
비슷한 종류의 라사 열, 리프트 계곡 열, 마르부르그 바이러스, 에볼라 바이러스, 볼리비아 출혈열같은 바이러스성 출혈열은 미래의 범유행 가능성이 높은 치명적인 질환이다. 그러나, 범유행을 일으키기 위한 감염된 환자와의 긴밀한 연결로 전염되기 전에 사망 또는 중병으로 진화되어 전염 능력은 약화된다. 또한, 병의 감염과 증상 사이의 짧은 시간으로 인해 의료 전문가의 검역으로 병원체 전염이 차단된다. 그러나, 유전자 변이로 광범위한 피해가 발생할 수 있어 병원체 전문가들은 수시로 전염을 확인한다.

### 항생제 내성
항생제 내성의 미생물은, 슈퍼박테리아라고도 불리며 현재 제어되고 있는 질병의 범유행에 가장 높은 가능성으로 보고 있다. 예를 들어, 전통적으로 효과적인 치료법에 내성을 가진 결핵은 의료 전문가들에게 큰 문제가 되고 있다. 매년 세계적으로 50만명의 사람들이 다제내성 결핵(MDR-TB)에 감염되는 것으로 추정된다. 중국과 인도에 다제내성 결핵이 높은 비율에 감염되어 있다. 세계 보건 기구에서는, 전 세계적으로 다제내성 결핵에 감염된 약 5천만명중 79% 이상이 3개 이상의 항생제에 내성이 있는 결핵에 감염된 것으로 추정한다. 2005년, 미국에서 124개 경우의 다제내성 결핵이 보고되었다. 현재는, 모든 항생제에 내성을 가진 광범위약제내성 결핵(XDR-TB)이 2006년 아프리카에 발견되어, 현재 대한민국을 포함하여 49개국에 전염되었다. 연간 4만명이 광범위약제내성 결핵에 감염된 것으로 추정된다.
지난 20년 동안, 황색포도상구균, 세레미아 마르세센스, 장내구균이 항생제 반코마이신을 포함하여 아미노글리코시드계 항생물질, 세팔로스포린같은 항생제에 내성을 가진 균이 발견되고 있다. 이런 항생제에 저항력을 가진 미생물은 원내감염의 중요한 원인이 되고 있다. 또한, 공동체가 얻은 변종으로 인한 감염인 메티실린 내성 황색포도상구균에 감염된 건강한 사람이 증가하고 있다.
부적절한 항생제 치료와 항생제 오용은 세균 내성 발현의 중요한 원인이다. 이 문제는 자격을 갖추지 않은 임상과 세균 치료 중심 치료 같은 항생제가 불필요한 치료 지침 없이 개인의 항생제 처방에 의해 약화된다.

### 사스
2003년, 중증 급성 호흡기 증후군(사스)은 새롭고 고도의 비정형 폐렴으로 범유행 가능성이 높았다. 이것은 코로나바이러스라고 불리는 사스 바이러스에 의한 질병이었다. 국가와 세계 보건 기구같은 국제 보건 당국은 즉시 전파를 늦추기 위해 도움을 청했고 결국 세계적인 전파는 막았다. 이 질병은 범유행이 되기 전에 점염화가 끝났다. 그러나, 질병이 일어날 수 있는 요소는 제거되지 않았다. 이 질병은 다시 발현될 수 있다. 이것은 비정형 폐렴을 모니터링하며 의심스러운 경우 즉시 보고하게 되어 있다.

### 메르스
2015년, 중동호흡기증후군(메르스)는 치사율이 매우 높아 범유행 가능성이 있었으나, 전염성이 낮아 범유행까지 가지는 않았다. 이 바이러스도 위에 표기된 사스와 같이 다시 발현될 수 있다.

### 인플루엔자
야생의 새는 인플루엔자를 전파하는 매개체가 된다. 간혹, 이러한 수종에서 맹금류나 인간으로 변이가 되어 전염되기도 한다.

#### H5N1 (에이비언 플루)
2004년 4월, 베트남에서 조류 인플루엔자가 발견된 후 새로운 변종의 우려가 높아지기 시작했다. 조류 인플루엔자가 인간 인플루엔자 바이러스(조류 또는 인간)으로 변종이 될 경우, 높은 전염성과 사망률로 인해 큰 문제가 되었다. 이러한 범유행적 인플루엔자는 스페인 독감과 비슷하거나 낮은 사망률의 전염병인 아시아 독감과 홍콩 독감이 될 것으로 예측되었다.
2004년 10월부터 2005년 2월까지, 1957년의 3700개의 아시아 독감의 테스트 키트의 바이러스에서 실험실에 실수로 유출되어 세계적으로 확산되었다.
2005년 5월, 과학자들은 인플루엔자 범유행에 의해 세계 인구의 20%가 감염될 우려로 시급히 준비했다.
2005년 10월, 조류 독감(H5N1의 변종)이 터키에서 발견되었다. 유럽 연합 보건국 국장 마르코스 키프리아노우는, "우리는 현재 터키에 발견된 바이러스가 H5N1 조류독감 바이러스임을 확인했다. 이것은 중국, 러시아, 몽골에 발견된 바이러스와 관련이 있다"라고 발표했다. 조류 독감은 그 후 루마니아와 그리스에 발견되었다. 바이러스로 의심되는 현상이 크로아티아, 불가리아, 영국에도 발견되었다.
2007년 11월, H5N1 변형 바이러스가 유럽 전역에서 발견되었다. 그러나, 10월 말까지 59명만 H5N1 바이러스로 인해 사망했다.
H5N1은 바이러스가 아직 지속적이고 안정적인 인간-인간 전염이 불가능하기 때문에 에이비언 플루는 범유행으로 분류되지 않는다. 이 사례는 지금까지 조류에서 인간으로 감염되었다고 인정되나, 2006년 12월 기준으로 인간-인간 감염이 입증된 바가 없다. 일반적인 독감 바이러스는 목구멍과 폐에서 수용체에 감염되나, 이 에이비언 플루는 감염된 환자와 가까이, 장기접인 접촉으로 인간의 폐 깊숙한 수용체에 감염되어 전염이 상당히 제한된다.

## 세균전
1346년, 몽골군은 크림반도의 카페(현재는 페오도시야) 포위전에서 전염병으로 사망한 몽골 병사의 시체를 성 안으로 던졌다. 오랜 포위전 후, 몽골 제국의 자니베크 칸은 질병에 감염된 성을 점령했다. 이것은 유럽에서 흑사병이 전염된 원인 중 하나로 추측된다.
아메리카 토착민은 구세계에서 온 인구와 접촉한 후 전염병으로 대량 사망했다. 그러나, 세균전의 문서상 첫 번째 경우는 영국 장교 제프리 애머스트와 스위스-영국 중령 헨리 버우퀴트가 그의 서신에서 원주민에게 천연두에 오염된 이불을 나누어 준 것으로 폰디악 전쟁에서 포트 피트 공방전과 후의 프렌치 인디언 전쟁인 것으로 추측된다. 이것은 문서화된 영국의 시도로 성공적인 원주민 감염 여부는 불확실하다.
중일전쟁 동안, 일본 제국 육군의 731 부대는 생체 실험으로 거의 대부분의 중국인 수천명을 죽였다. 군사 전역에서는, 일본군은 중국군과 민간인에게 생물학적 무기를 이용하여 페스트 벼룩에 오염된 의류와 폭탄을 이용하여 다양한 곳에 투하되었다. 콜레라와 탄저균 감염의 결과로 40만명 이상의 중국인이 사망한 것으로 추측된다.
무기에 사용될 것으로 고려된 병에는, 탄저균, 에볼라 출혈열, 마르부르크 바이러스, 콜레라, 티푸스, 로키산 홍반열, 툴라레미아, 브루셀라증, Q 열, 마추포 출혈열, 코키디오이드미코시스 진균증, 마비저, 유비저, 이질균, 앵무새병, 일본뇌염, 리프트 계곡 열, 황열, 천연두였다.
1979년, 소련의 실수로 탄저균이 폐쇄 도시 예카테린부르크 근처 군사 기지에 유출되었다. 스베르들롭스크주 탄저균 유출 사건은 흔히 생물학적 체르노빌 원자력 발전소 사건으로 비유된다. 중화인민공화국은 1980년대 생화학 무기 공장에 유출된 균으로 피해를 보았다. 소련은 신증후성 출혈열로 추정되는 바이러스성 질병이 유출되어 1980년대 후반 서로 다른 2개의 질병이 지역을 휩쓸었다. 2009년 1월, 알제리의 알 카에다가 전염병으로 인해 전멸하고 약 40명의 이슬람 극단주의자가 사망한 것으로 추측된다. 일부 전문가들은 그들이 생화학 무기를 만들고 있다고 추측하고 있으나, 그러나 이틀 후 알제리 보건부 장관은 단호하게 "2003년부터 알제리에는 어떠한 전염병도 보고되지 않았다"고 부인했다.

## 같이 보기
- 범유행 예방(영어판)
- 유행병
- 풍토병
- 인포데믹
- 유행병 심각도 지수
- 국방물자생산법
- 바이오해저드
- 바이오테러리즘
- 생물학 무기
- 인플루엔자 범유행
- 전염성 질병의 사망률
- 문명, 인간과 지구의 위험 요소
- 중세 인구통계학
- 인구통계학
- 세계화와 질병
- 열대병
- 미국 질병통제예방센터 (CDC)
- 유럽 질병통제예방센터 (ECDC)
- 세계 보건 기구의 세계적 유행병 단계
- 신속항원검출검사 (RADT)
- 급성호흡기감염증 (ARI)
- 팬데믹위기지수 (PSI)
- 팬데믹 백신
- 프리팬데믹 백신

## 추가 문헌
- Steward's "The Next Global Threat: Pandemic Influenza".
- American Lung Association. (2007, April), Multidrug Resistant Tuberculosis Fact Sheet. As retrieved from www.lungusa.org/site/pp.aspx?c=dvLUK9O0E&b=35815 November 29, 2007.
- Larson E (2007). “Community factors in the development of antibiotic resistance”. 《Annu Rev Public Health》 28: 435–47. doi:10.1146/annurev.publhealth.28.021406.144020. PMID 17094768.
- Bancroft EA (2007년 10월). “Antimicrobial resistance: it's not just for hospitals”. 《JAMA》 298 (15): 1803–4. doi:10.1001/jama.298.15.1803. PMID 17940239.
- WHO - Authoritative source of information about global health issues
- Past pandemics that ravaged Europe
- CDC: Influenza Pandemic Phases
- European Centre for Disease Prevention and Control - ECDC
- The American Journal of Bioethics' ethical issues in pandemics page 보관됨 2020-09-20 - 웨이백 머신